# Ordnet legeme
Et ordnet legeme er et legeme {\displaystyle (L,+,\cdot )}, hvor der eksisterer en delmængde {\displaystyle L_{+}\subseteq L} ("mængden af positive elementer"), så at de to følgende krav er opfyldt:
- Mængden {\displaystyle L_{+}} er lukket under addition {\displaystyle +} og multiplikation {\displaystyle \cdot }:
  - {\displaystyle \forall x,y\in L_{+}:x+y\in L_{+}}
  - {\displaystyle \forall x,y\in L_{+}:x\cdot y\in L_{+}}
- For et vilkårligt element {\displaystyle x} i {\displaystyle L} gælder netop ét af følgende udsagn (dette kaldes trikotomiloven):
  - {\displaystyle x\in L_{+}}
  - {\displaystyle x=0}
  - {\displaystyle -x\in L_{+}}

Man kan herefter også definere eksempelvis mængden af negative elementer: {\displaystyle L_{-}:=L\setminus (L_{+}\cup \{0\})}, og udlede nogle regneregler for eksempelvis addition og multiplikation af negative elementer.

## Total ordning
Hvis man nu definerer relationen {\displaystyle \leq } ved
{\displaystyle x\leq y{\stackrel {def.}{\Leftrightarrow }}y-x\in L_{+}},
får man en total ordning på {\displaystyle L}. Det ses altså, at der er en nær forbindelse mellem opdeling i positive og negative elementer (og 0) og så, at finde en total ordning på en mængde.

## Eksempler
Eksempler på ordnede legemer er de rationale tal og de reelle tal, hvor det umiddelbart er forståeligt, hvad de positive og negative elementer er.